# Obština Sungurlare
Obština Sungurlare (bulharsky Община Сунгурларе) je bulharská jednotka územní samosprávy v Burgaské oblasti. Leží ve východním Bulharsku na jižních svazích východních hřebenů Staré planiny a v Karnobatské kotlině, jedné ze Zabalkánských kotlin. Sídlem obštiny je město Sungurlare, kromě něj zahrnuje obština 27 vesnic. Žije zde přes 10 tisíc stálých obyvatel.

## Sídla
| - Beronovo - Bosilkovo - Černica - Čubra - Dăbovica - Esen - Gorovo - Grozden - Kamčija - Klimaš | - Kosten - Lozarevo - Lozica - Manolič - Pčelin - Podvis - Prilep - Sadovo - Săedinenie - Skala | - Slavjanci - Sungurlare (sídlo správy) - Terzijsko - Vălčin - Vedrovo - Velislav - Vezenkovo - Zavet |

## Sousední obštiny
| Růžice kompasu |          | Vărbica            | Smjadovo | Růžice kompasu |
| Růžice kompasu | Kotel    | Sever              | Ruen     | Růžice kompasu |
| Růžice kompasu | Kotel    | Obština Sungurlare | Ruen     | Růžice kompasu |
| Růžice kompasu | Kotel    | Jih                | Ruen     | Růžice kompasu |
| Růžice kompasu | Straldža | Karnobat           |          | Růžice kompasu |

## Obyvatelstvo
V obštině žije 10 354 stálých obyvatel a včetně přechodně hlášených obyvatel 13 430. Podle sčítáni 1. února 2011 bylo národnostní složení následující:
- Bulhaři: 6 193 (57.0 %)
- Turci: 3 553 (32.7 %)
- Romové: 929 (8.5 %)
- ostatní: 198 (1.8 %)